# Nick Pope
Nicholas David Pope ou somente "Nick" Pope (Cambridge, 19 de abril de 1992) é um futebolista inglês que atua como goleiro. Atualmente, joga no Newcastle.

## Carreira
Pope começou a carreira no Ipswich Town. Em 2008, foi transferido para o Bury Town. Em 24 de maio de 2011, Pope assinou um contrato com o Charlton Athletic. Entre 2011 e 2015, foi transferido diversas vezes a clubes das divisões inferiores da Inglaterra.[carece de fontes?]
Em 19 de julho de 2016, Pope assinou um contrato de três anos com o Burnley.
Em 23 de junho de 2022, Pope deixou o Burnley e foi contratado pelo Newcastle por quatro anos.

## Títulos
Newcastle
- Copa da Liga Inglesa: 2024–25[carece de fontes?]